# 펜타코실산
펜타코실산(영어: pentacosylic acid) 또는 펜타코산산(영어: pentacosanoic acid)은 화학식이 CH3(CH2)23COOH 인 25개의 탄소로 구성된 긴 사슬의 포화 지방산이다.